# Radiokomunikace
Radiokomunikace jsou podoborem širšího technického oboru zvaného telekomunikace. Radiokomunikace jsou založeny na bezdrátové komunikaci pomocí elektromagnetického vlnění vysokých frekvencí. Obecně řečeno jde o komunikaci rádiem (původně o komunikaci prostřednictvím rádiových vln). V nejširším technickém kontextu se jedná prakticky o synonymum pro bezdrátový přenos zpráv.
Do tohoto oboru spadají všechny druhy rádiového a televizního vysílání, všechny druhy místní krátkovlnné komunikace, stejně tak jako komunikace pomocí širokopásmových směrových spojů. Patří sem i obor mobilní digitální telefonie a další obory telekomunikační techniky.